# Stat tampon
Un stat tampon este o țară aflată între două superputeri rivale sau ostile, care a cărei existență garantează îndepărtarea primejdiei izbucnirii unui conflict între potențialii inamici. Statul tampon, atunci când independența sa este reală, duce o politică externă neutră, care o deosebește de cea a statelor satelit. Conceptul statelor tampon este parte a teoriei echilibrului puterii care și-a făcut loc în gândirea și diplomația strategice din secolul al XVII-lea. În secolul al XIX-lea, manipularea statelor tampon, așa precum Afganistanul și emiratele central-asiatice a fost parte a "Marelui Joc Diplomatic" dintre Regatul Unit al Marii Britanii și Irlandei de Nord și Imperiul Rus, dus pentru controlul căilor strategice de acces care permiteau controlul pasurilor montane către India Britanică. 
Printre statele tampon pot fi amintite, (fără ca lista să fie completă):
- Hanatul Qasim plasat între Marele Cnezat al Moscovei și Hanatul Kazanului;
- Mongolia plasată între Republica Populară Chineză și Rusia;
- Polonia interbelică, plasată între Germania și Uniunea Sovietică;
- Coreea de Nord din timpul și de după Războiul Rece, pe care unii analiști politici o consideră un stat tampon între forțele armate ale Republicii Populare Chineze și cele ale Statelor Unite plasate în Coreea de Sud;
- Țările neutre Austria, Suedia și Finlanda au fost state tampon în timpul războiului Rece;
- Belgia antebelică a servit ca stat tampon între Regatul Unit, Franța și Germania;
- Thailanda în perioada existenței imperiilor coloniiale a servit ca stat tampon între India Britanică (mai târziu Burma) și Indochina Franceză;
- Renania demilitarizată a fost o zonă tampon între Franta și Germania în perioada interbelică. Au existat unele încercări de început ale francezilor pentru crearea unei republici Renania
- Uruguai a fost o zonă demilitarizată tampon între Argentina și Brazilia în primii ani de independență ai statelor din America de Sud.

Invadarea unui stat tampon de una dintre puteri de la graniță oferă un bun pretext de război pentru cealaltă supraputere (celelalte supraputeri). 
Primele forme de zone de frontieră puternic întărite le-a reprezentat castele amplasate la o distanță de o zi de marș – marca. Unii dintre urmașii acestor mărci înființate pe vremea Imperiului Carolingian și a celui Otoman mai pot fi văzute pe harta politică a Europei din zilele noastre: Belgia, Luxemburg, Lorena. Imperiul Carolingian a creat seria de ducate independente în Pirinei, o zonă numită Marca Hispanică, care au fucționat ca state tampon în fața regatelor musulmane, și care corespunde cu destul de mare aproximație cu Catalonia zilelor noastre. 
Chiar mai înainte, existau zonele tampon ale limesurilor Imperiului Roman, "regatele clientelare" precum Palmyra, Iudeea, Numidia sau Mauretania, sau satrapiile Imperiului Persan.